# Tyler (Teksas)
Tyler – miasto w Stanach Zjednoczonych, w północno-wschodniej części stanu Teksas. Według spisu w 2020 roku liczy 106 tys. mieszkańców, podczas gdy obszar metropolitalny Tyler liczy 237,2 tys. mieszkańców. Regionalne centrum produkcji, opieki zdrowotnej i handlu detalicznego.
Tyler jest domem dla największego publicznego ogrodu różanego w kraju. Miasto znane jest jako oficjalna Różana Stolica Ameryki, a około jedna trzecia wszystkich komercyjnie uprawianych krzewów róż w Ameryce produkowana jest w promieniu 50 mil od miasta. W mieście rozwinął się przemysł metalowy, petrochemiczny oraz spożywczy.
W mieście rozgrywany jest kobiecy turniej tenisowy pod nazwą RBC Pro Challenge, z pulą nagród 80 000 $. Nazwa miasta pochodzi od dziesiątego prezydenta USA – Johna Tylera.

## Demografia

### Rasy i pochodzenie
W 2019 roku 67,3% mieszkańców stanowi ludność biała (47,2% nie licząc Latynosów), 25,1% to czarni lub Afroamerykanie, 3,0% to Azjaci, 1,3% ma rasę mieszaną i 0,7% to rdzenna ludność Ameryki. Latynosi stanowią 23,4% ludności miasta.
Poza osobami pochodzenia afroamerykańskiego, do największych grup należą osoby pochodzenia meksykańskiego (21,5%), „amerykańskiego” (12,3%), angielskiego (8,1%), irlandzkiego (7,5%), niemieckiego (7,3%), afrykańskiego subsaharyjskiego (5,5%) i szkockiego lub szkocko–irlandzkiego (3,6%). Polacy stanowili 1,2% populacji miasta.

## Religia

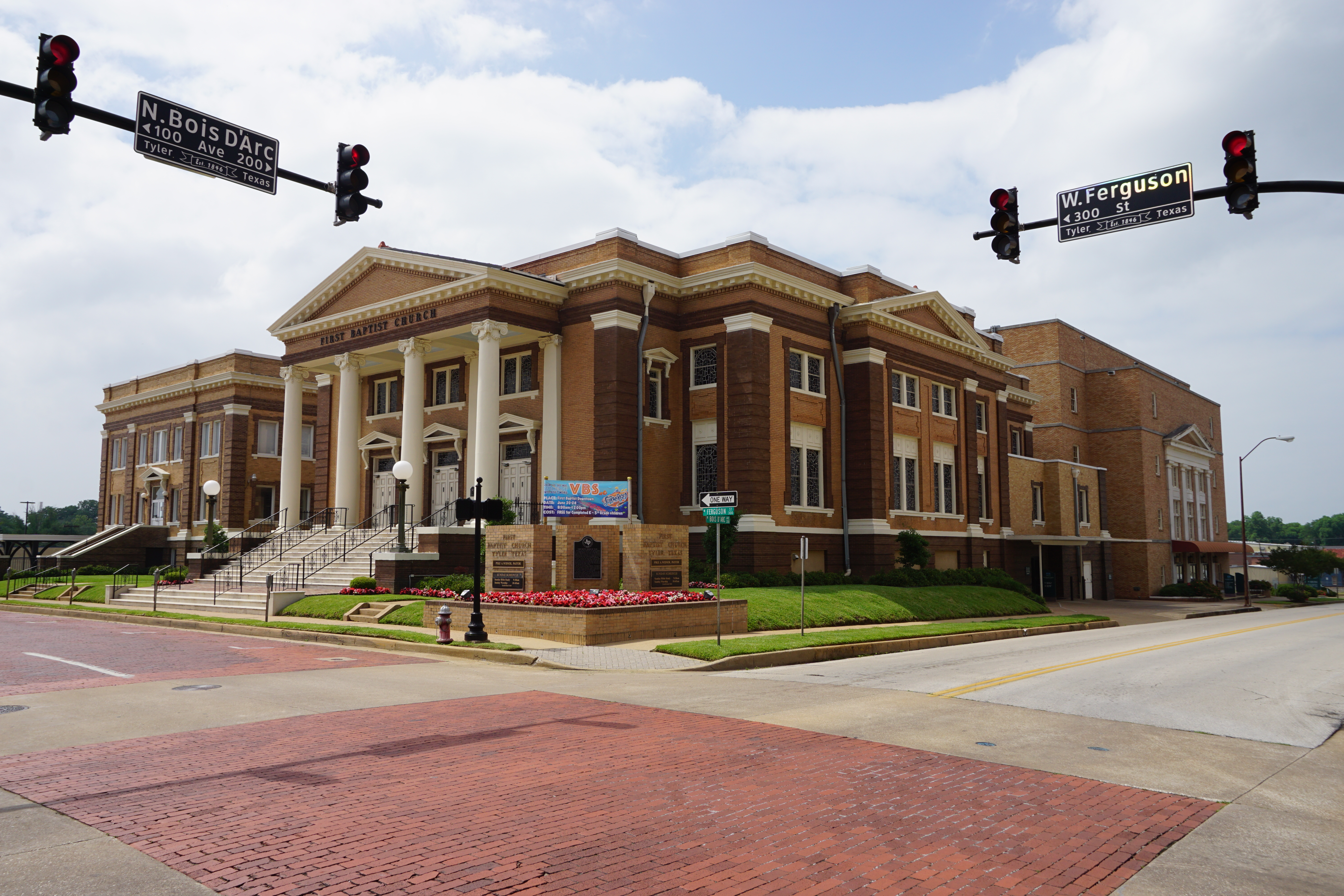
Pierwszy Kościół Baptystyczny.

W 2020 roku do największych grup religijnych aglomeracji Tyler należały:
- Południowa Konwencja Baptystów – 55,7 tys. członków w 94 zborach,
- lokalne bezdenominacyjne zbory ewangelikalne – 22,8 tys. członków w 76 zborach,
- Kościół katolicki – 22,4 tys. członków w 8 parafiach,
- Kościoły zielonoświątkowe – ponad 10 tys. członków w 49 zborach,
- Zjednoczony Kościół Metodystyczny – 9 tys. członków w 23 kościołach,
- Kościoły Chrystusowe – 5,5 tys. członków w 27 zborach,
- inne Kościoły baptystyczne – ponad 5 tys. członków w 30 zborach.

## Uczelnie
- Texas College (1894)[3]
- Tyler Junior College (1926)
- Uniwersytet Teksasu w Tyler (1971)

## Galeria

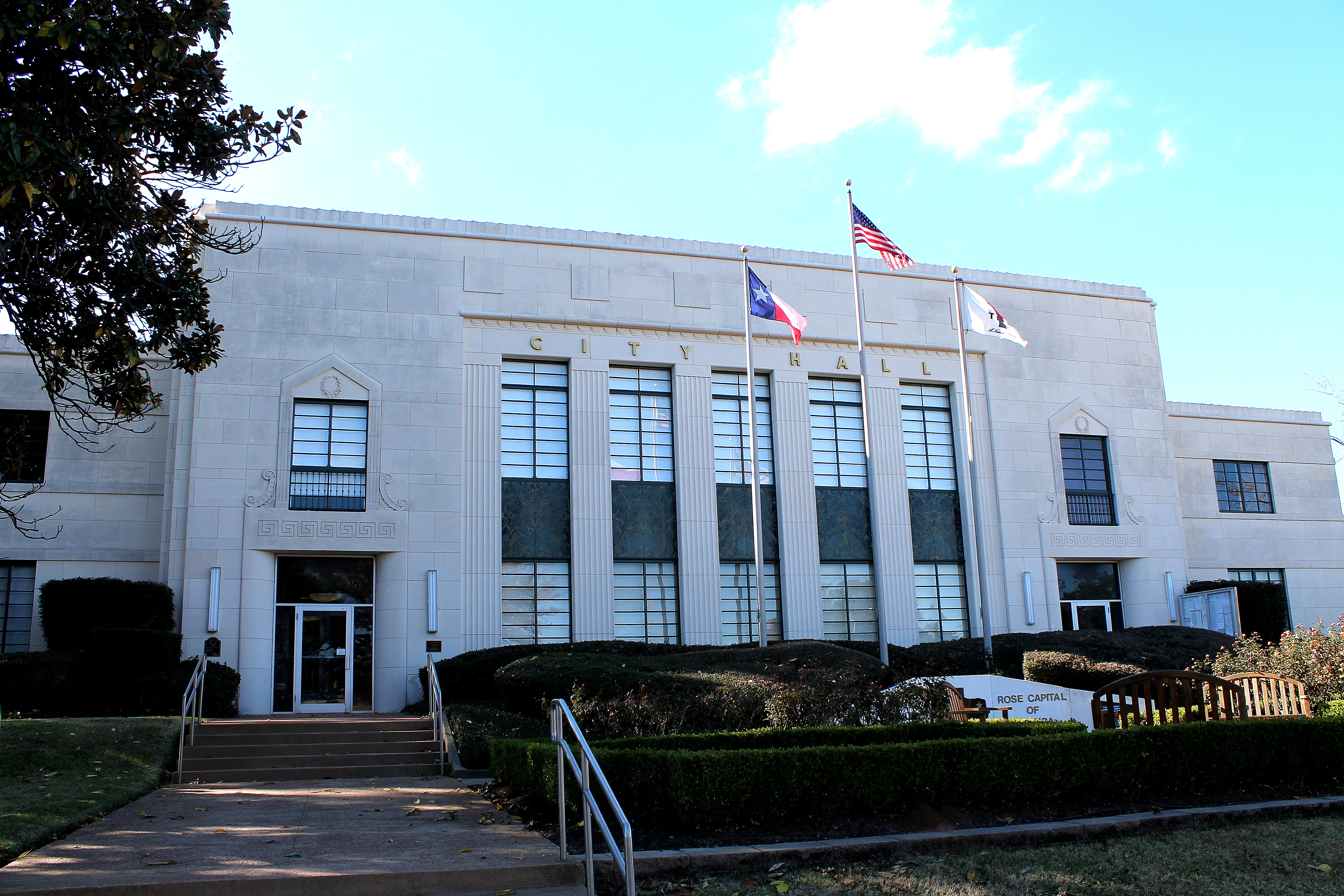
Ratusz
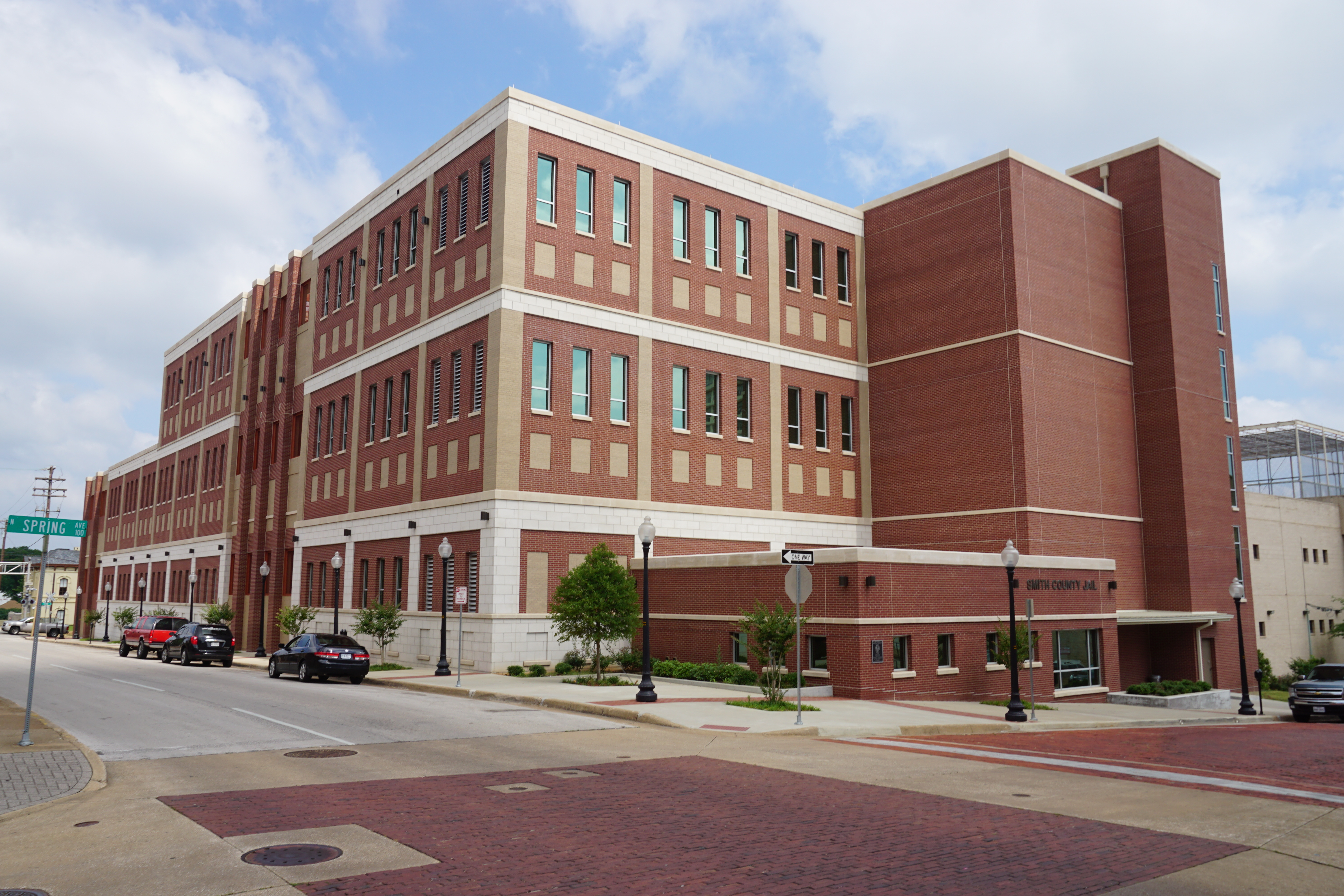
Więzienie hrabstwa Smith
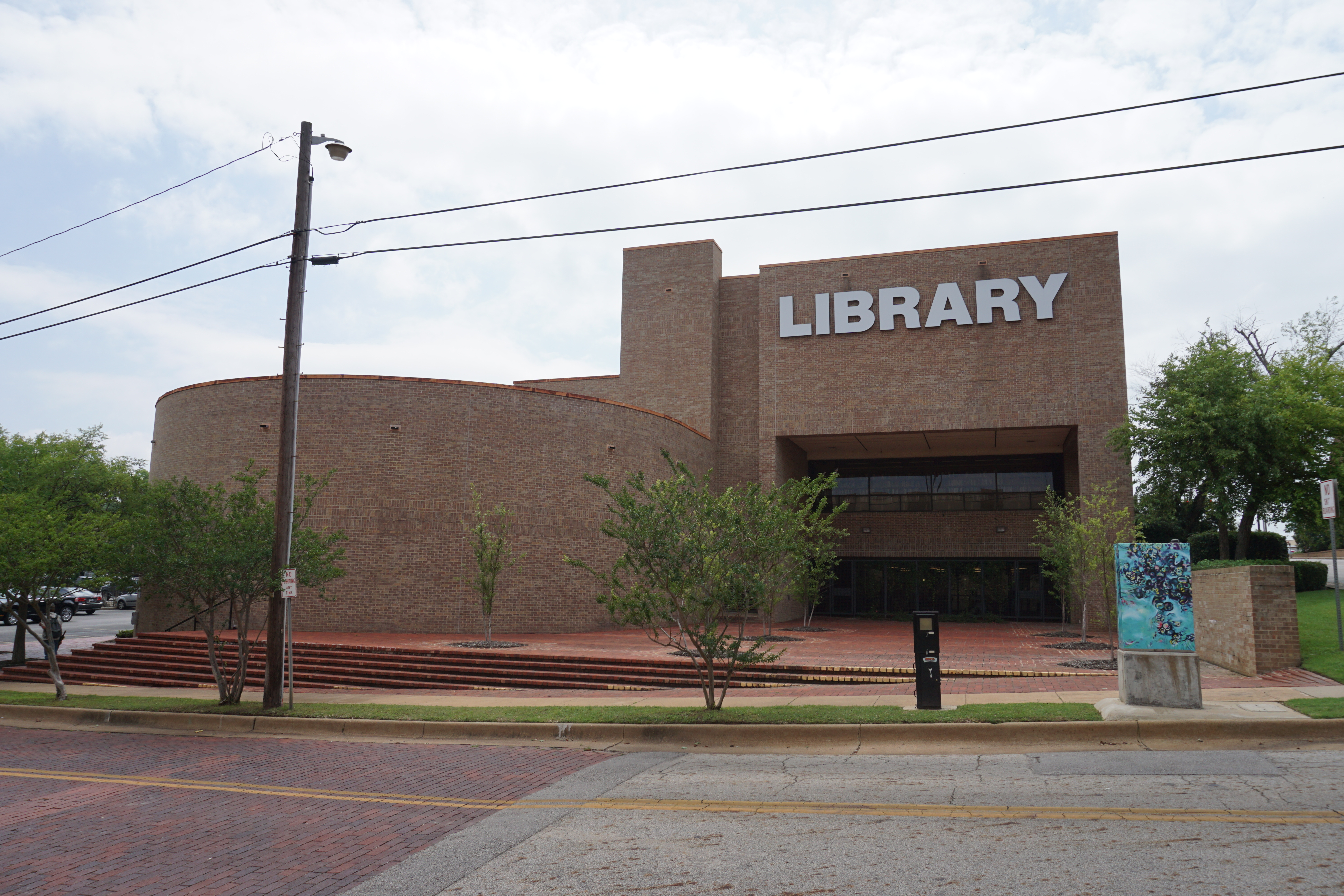
Biblioteka publiczna
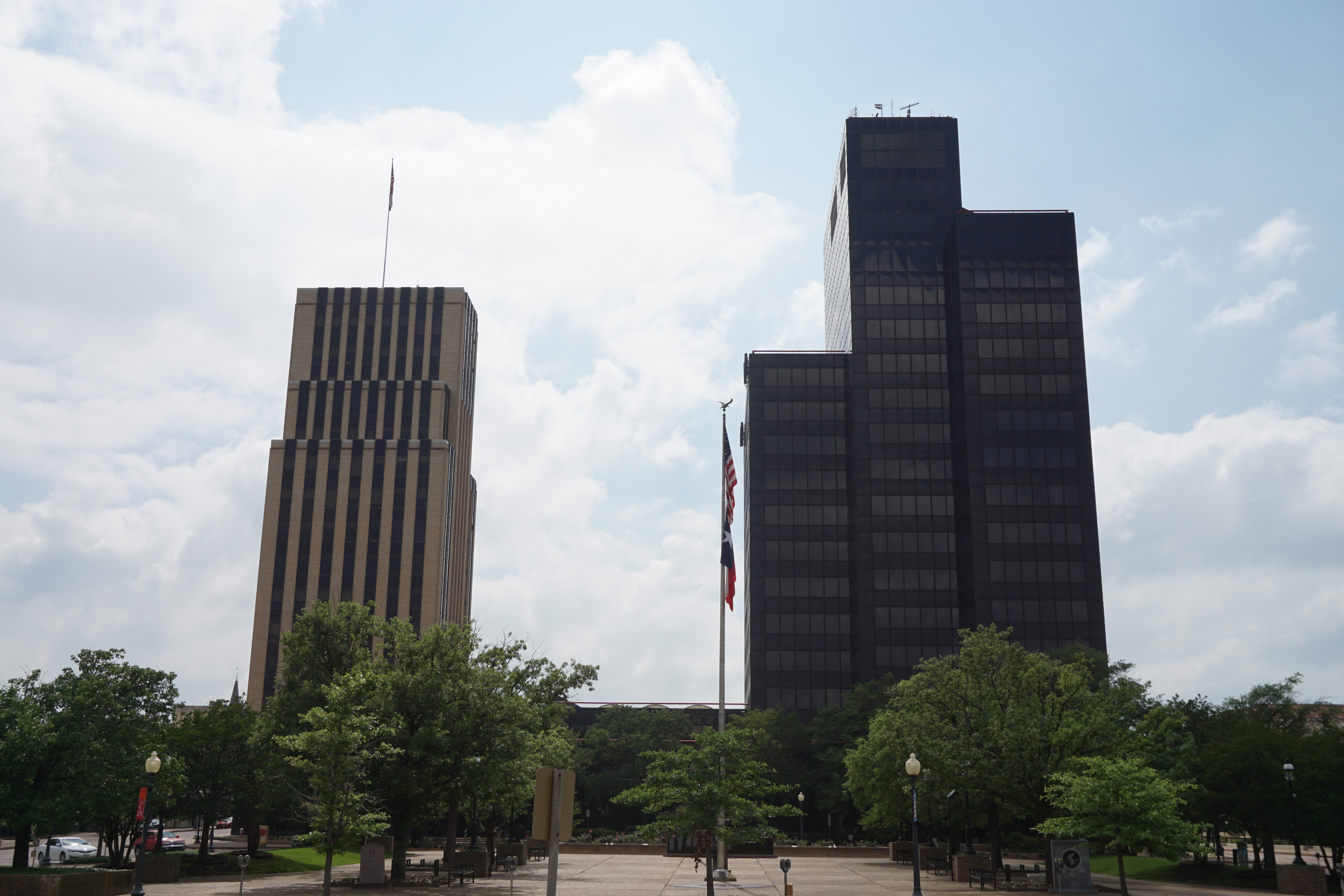
Budynek banku i 20-piętrowy wieżowiec Plaza Tower
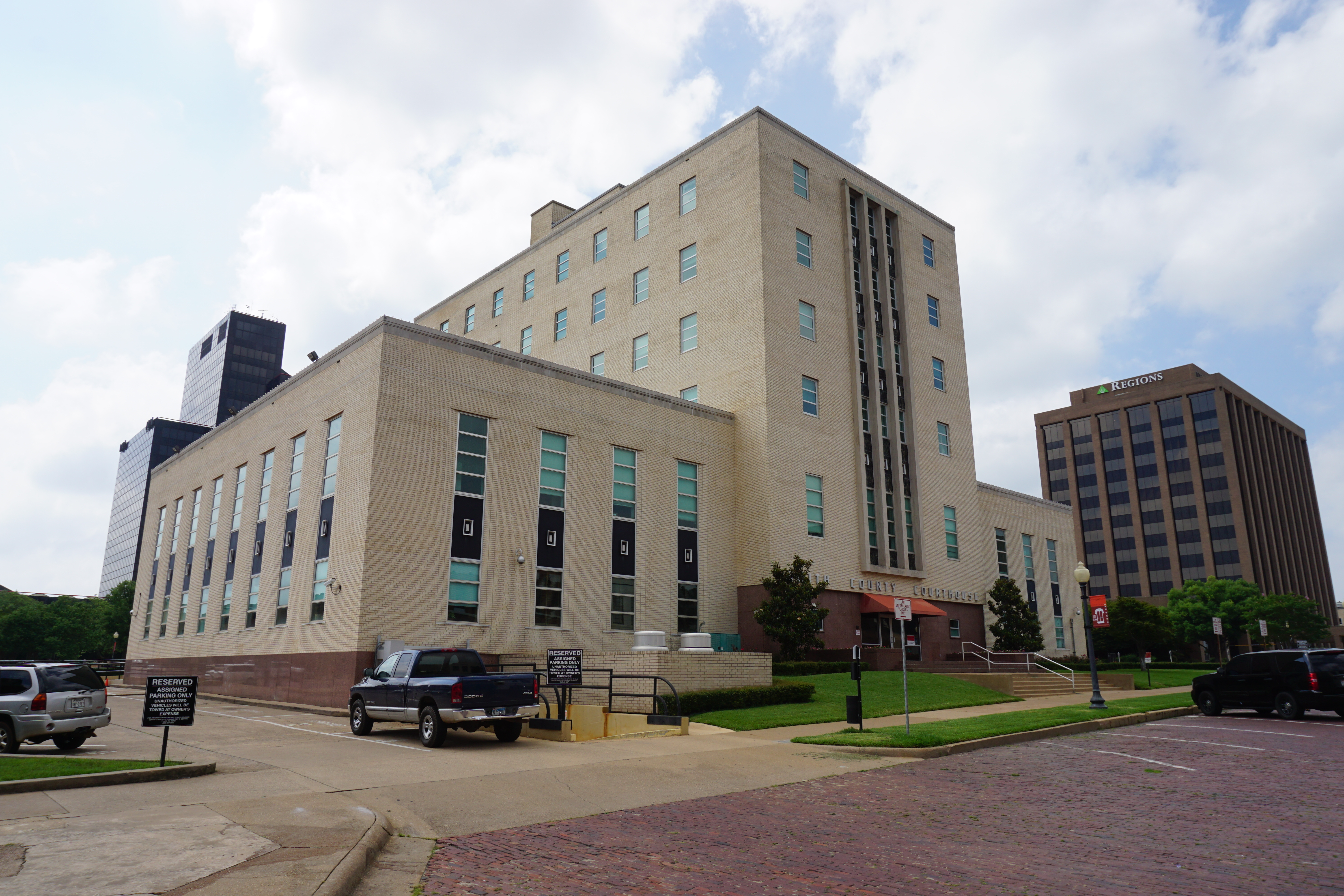
Sąd hrabstwa Smith
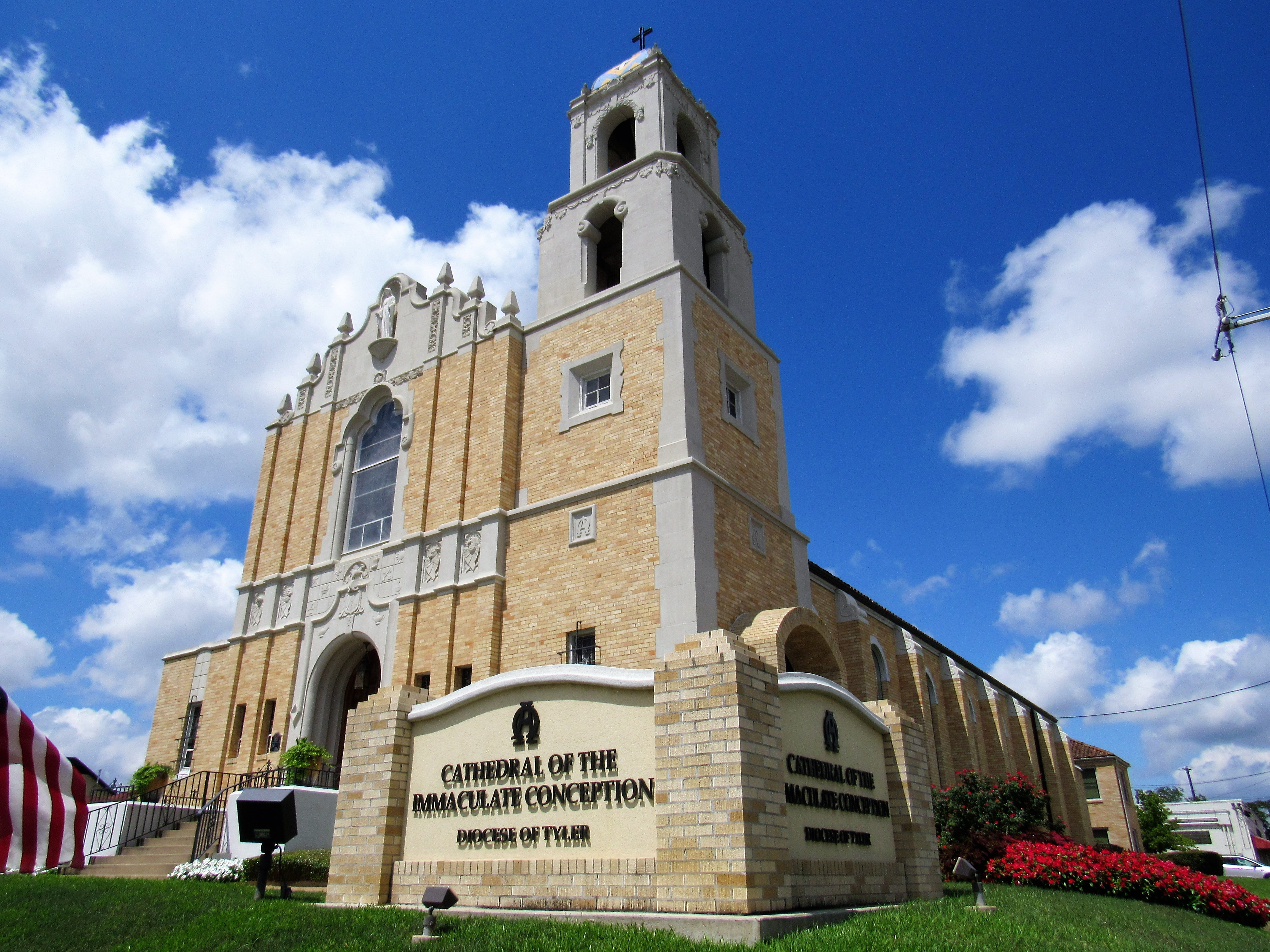
Katedra katolicka
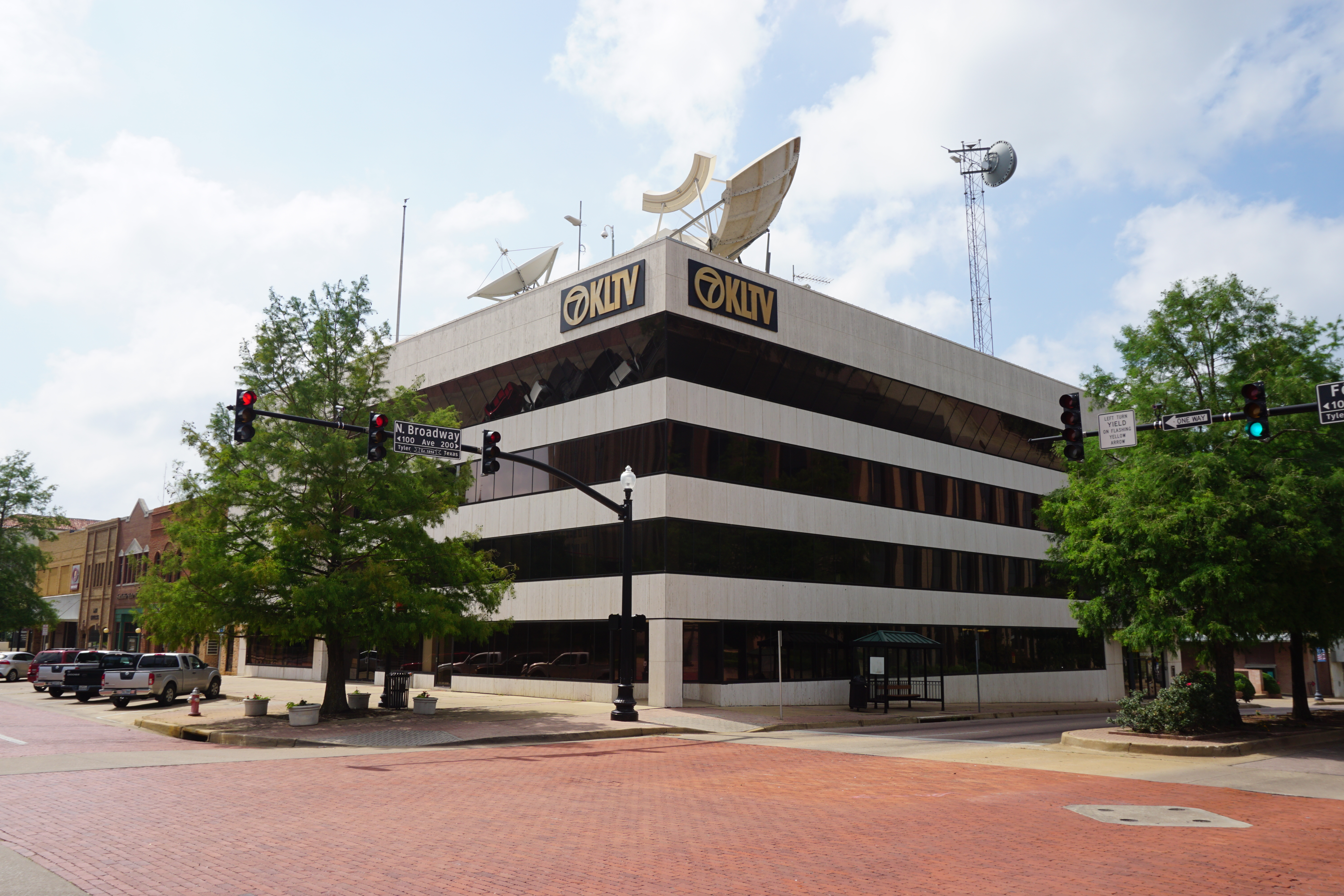
Studio telewizji KLTV
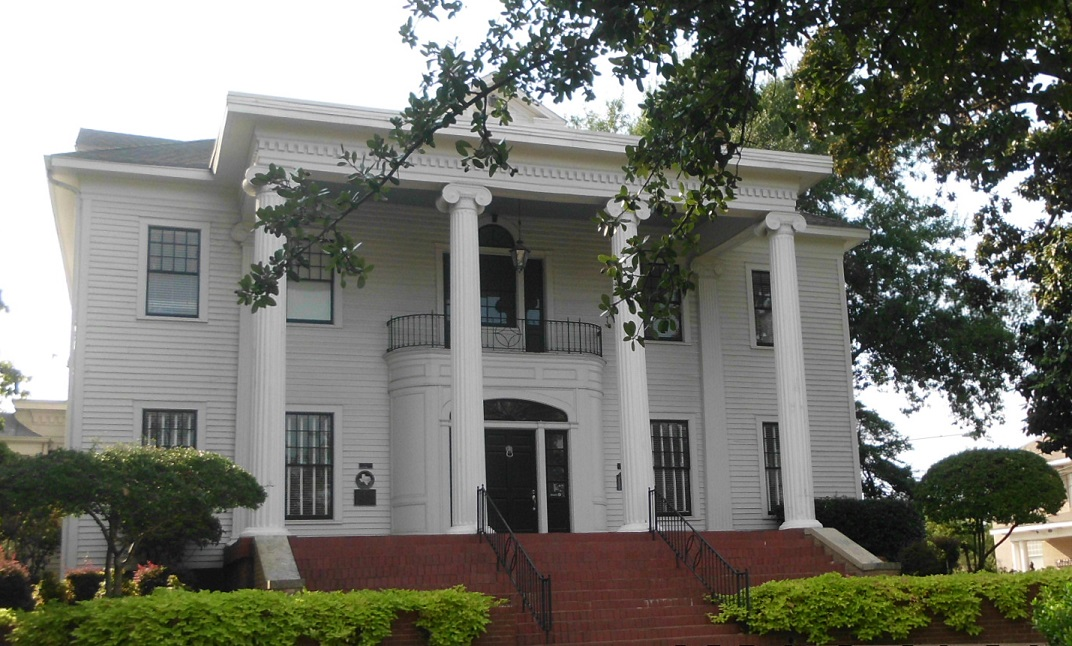
Zabytkowy dom zbudowany w 1903 roku
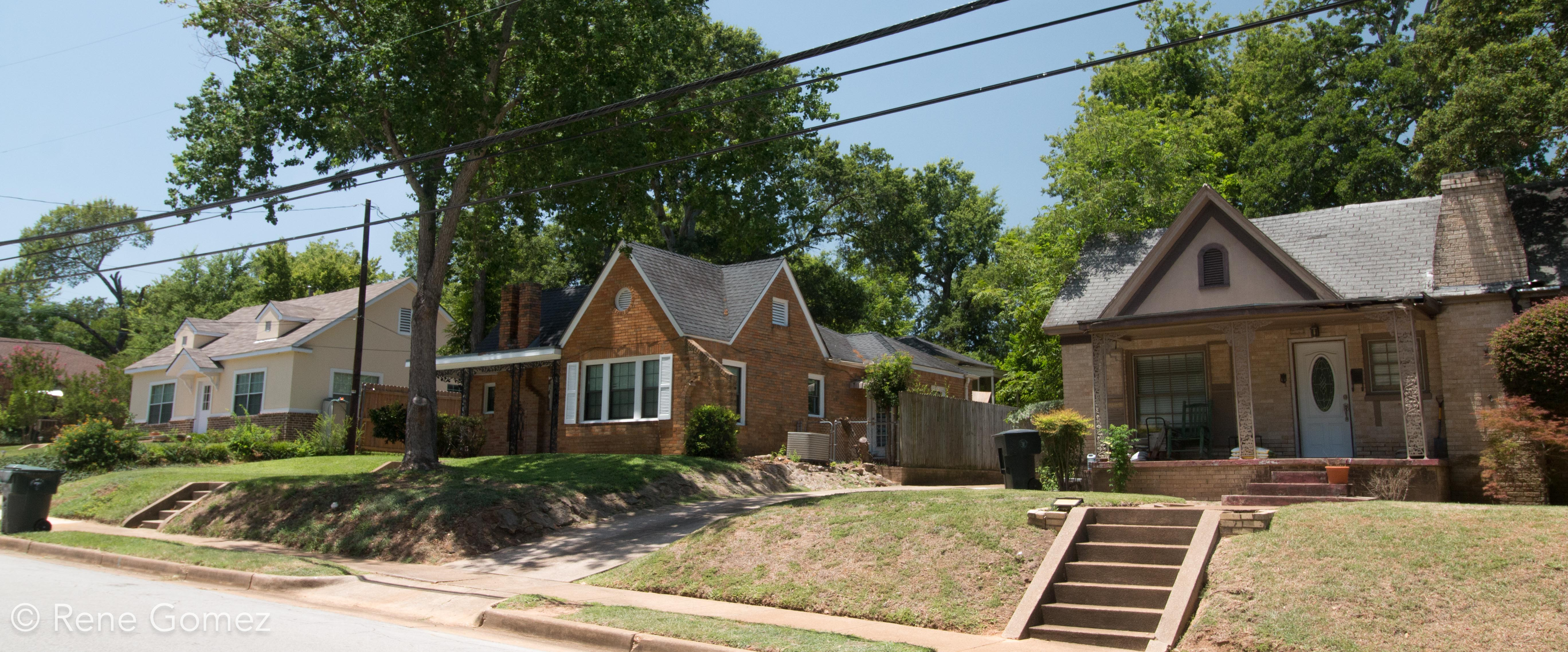
Historyczna dzielnica mieszkaniowa Azalea
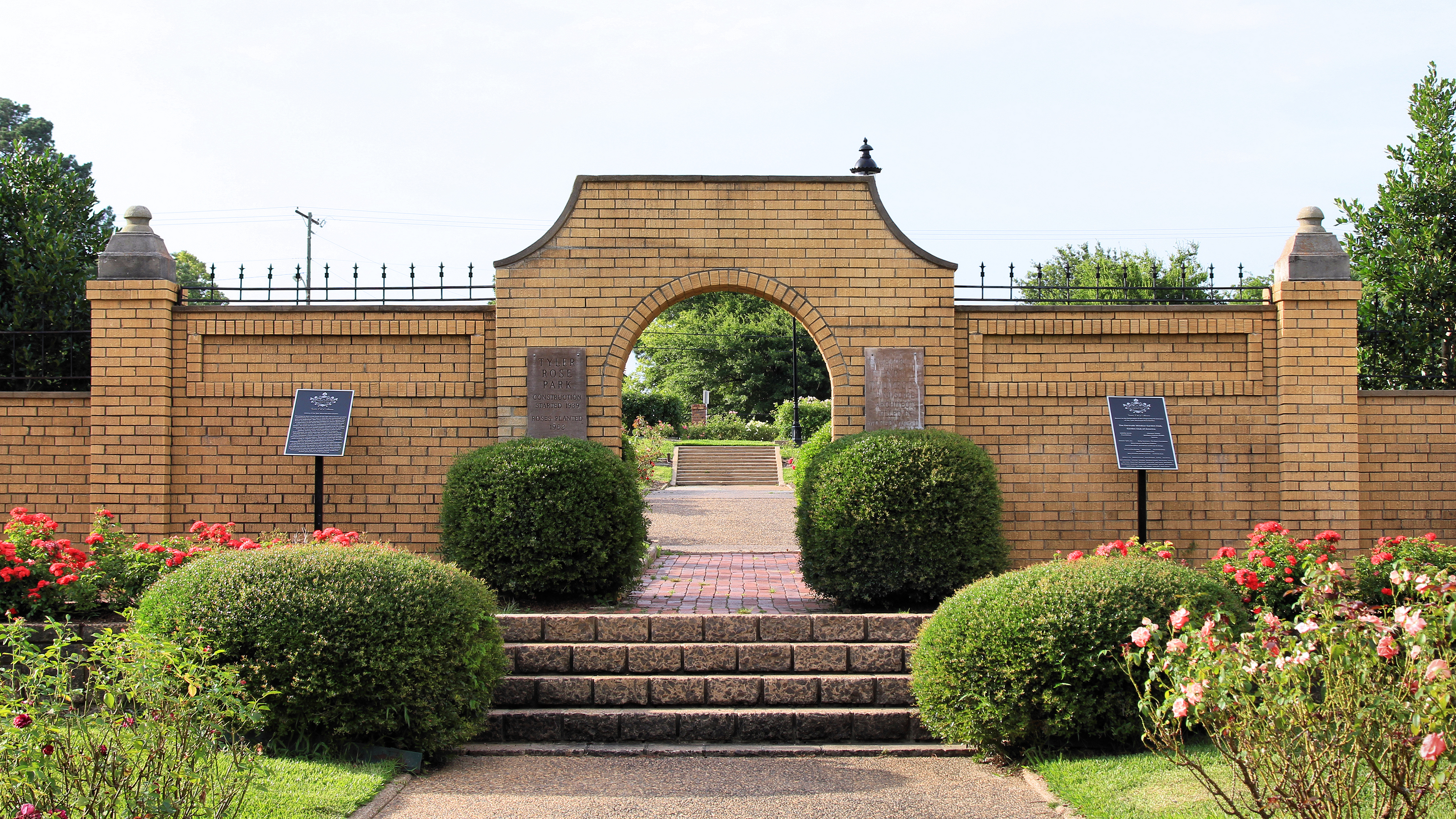
Brama do Tyler Rose Garden

## Urodzeni w Tyler
- Larry Johnson (ur. 1969) – koszykarz[11]
- Matt Flynn (ur. 1985) – piłkarz futbolu amerykańskiego
- J. Michael Luttig (ur. 1954) – prawnik i sędzia Sądu Apelacyjnego
- Johnny Gimble (1926–2015) – muzyk country
- Ashley Weinhold (ur. 1989) – tenisistka

## Miasta partnerskie
- Yachiyo (Japonia)[12]
- Jelenia Góra (Polska)
- Lo Barnechea (Chile)
- San Miguel de Allende (Meksyk)
- Liberia (Kostaryka)